# Lijst van Deense rampen
Dit is een lijst met rampen op Deens grondgebied. In deze lijst zijn alleen gebeurtenissen opgenomen waarbij vijf of meer doden zijn gevallen waarbij geen verwantschap tussen de doden bestond en gebeurtenissen waarbij er sprake is van een zeer groot effectgebied. Ook rampen op het grondgebied van de onder Denemarken vallende Faeröereilanden en Groenland zijn in deze lijst opgenomen.

## Voor 1700
- 1595
  - 1 april – Tijdens een zware noordoosterstorm wordt de vissersvloot van de Faeröereilanden zwaar getroffen. Tussen de 200 en 300 vissers komen hierbij om het leven.[1]
- 1689
  - 19 april – Grote brand in de Sophie Amalienborg te Kopenhagen. Circa 180 mensen komen hierbij om het leven.[2]

## 18e eeuw
- 1728
  - 20 - 23 oktober (60 uur) – De brand van Kopenhagen in 1728. Dit is de grootste brand uit de geschiedenis van de stad en verwoestte 28% van de oppervlakte van de stad. 1600 gebouwen werden verwoest, 15.000 van de 70.000 inwoners werden dakloos.[3]
- 1752
  - 9 december – Tijdens een zware storm stranden 7 schepen op de Jutse kust. Ten minste 32 mensen komen hierbij om het leven.[4]
- 1770
  - 11 oktober - De walvisvaarder Wisselvalligheid raakt in de Groenlandse wateren ingesloten door het drijfijs. De 286 opvarenden zijn gedwongen over de ijsschotsen naar Groenland te lopen. Medio december weet slechts de helft van de bemanning na een barre tocht aan te komen bij de Deense vestiging op West-Groenland.[5]
- 1774
  - 29 oktober – Op Jutland strandt het schip van Joh. Walles uit Stockholm. Op het strand spoelen 7 lijken aan en circa 600 teertonnen.[6]
- 1794
  - 26 februari – Zeer grote brand in de Christiansborg, het Deense parlement. Het gebouw brandt volledig af, circa 100 mensen waaronder veel reddingswerkers komen om het leven.[7]

## 19e eeuw
- 1805
  - 30 april - Deens zeilschip op weg van Odense naar Kopenhagen zeilt in zwaar weer tegen een Engelse Brik. 5 mensen verdrinken.[8]
- 1807
  - 2 september - Bombardement op Kopenhagen door Britse oorlogsschepen. 70 doden, waaronder circa ca. 50 burgers.[9]
- 1808
  - 6 december - Nabij de kerk van Mårup in Noord-Jutland strandt het Britse fregat HMS Crescent. Meer dan 200 opvarenden verdrinken.
- 1812
  - 18 januari – Vergaan van de Britse oorlogsschepen George en Defence. Het eerste schip had 762 personen aan boord, waarvan 10 mensen de ramp overleefden. De Defence had 550 personen aan boord, waarvan er 6 de ramp overleefden. Alles bijeen zijn bij deze ramp 1296 personen om het leven gekomen.[10]
- 1813
  - 27 april – Ondergang van het Zweedse schip Birger Jarl. Bij kalm weer gaat het schip lekken en dit kan niet meer worden gestopt. Bij deze ramp vallen circa 160 mensenlevens te betreuren.[11]
- 1820
  - 9 mei – Bij een plotseling opstekende hevige storm aan de noordkust van Jutland worden vissers op zee verrast. Uiteindelijk verdrinken meer dan 50 vissers.[12]
- 1861
  - 20 november - Het Nederlandse schip Burgemeester Huydekoper vergaat in het Kattegat, waarbij 14 opvarenden om het leven komen.[13]
- 1868
  - 25 september – Het Russische fregat Alexander Newski zinkt met aan boord de zoon van de Russische tsaar Alexander II, Aleksej Aleksandrovitsj. De laatste overleeft de schipbreuk, 5 andere opvarenden niet.[14]
- 1872
  - 13 november – Na een zware storm overstromen de eilanden Lolland en Falster. Op Lolland verdrinken 28 mensen en op Falster 52.[15]
- 1876
  - 28 december – Treinongeluk nabij de plaats Hansted. 9 doden.[16]
- 1885
  - 4 december - Het SS Hecla van de KNSM, op weg van Stettin naar Amsterdam, strandt tijdens een zware storm op de Deense kust, waarbij het schip doormidden breekt. 11 bemanningsleden verdrinken.[17]
- 1896
  - 7 oktober – Het stoombarkschip Castor verdwijnt spoorloos na vertrek uit Julianehåb (Qaqortoq) met 20 opvarenden aan boord. In eerste instantie werd gedacht dat het schip overwinterde in Groenland. Pas het volgende jaar werd duidelijk dat het schip met man en muis was vergaan.[18]
- 1897
  - 11 juli – Treinramp nabij de plaats Gentofte. 40 doden en 39 zwaargewonden.[19]
  - 15 oktober – De Zweedse schoener Arvid vergaat aan de Deense kust. Kapitein Ledmann en vier bemanningsleden komen om het leven.[20]
- 1899
  - 23 mei – Explosie in een laboratorium in de wijk Holmen in Kopenhagen. 7 doden en 3 zwaargewonden.[21][22][23]

## 20e eeuw

### 1900-1909
- 1907
  - 24 februari – Op de westkust van Jutland strandt een Noorse driemaster. Reddingsdiensten kunnen niets uitrichten. 18 opvarenden verdrinken.[24]

### 1910-1919
- 1913
  - 26 juli – Treinongeval bij Bramming, 15 doden en 54 gewonden. Onder de doden bevond zich Kamerlid Peter Sabroe.[25][26]
- 1914
  - 3 januari – Vergaan van de stoomtrawler Nerok uit Middlesbrough bij Bornholm. 5 doden.[27]
  - 29 november – SS Mary zinkt door zeemijn op de Noordzee. 6 doden.[28]
- 1915
  - 6 november – De schoener Emilie (3 master) zinkt door zeemijn op reis van Foyer naar Odense. 6 doden.[29]
- 1916
  - 12 februari – Het vissersschip Nordlyset vertrekt uit de haven van Esbjerg; niet teruggekeerd. 5 doden.[30]
  - 18 september - Het vissersschip Augusta Leffler vertrekt uit de haven van Helsingborg, niet teruggekeerd. 10 doden.[30]
  - 16 november 1916 - Het vissersschip (tweemaster) Nordjylland vertrekt uit de haven van Lemvig, niet teruggekeerd. 6 doden.[30]
- 1917
  - 15 april – De Noorse schoener Astrea zinkt door zeemijn op de Noordzee. 6 doden.[30]
  - 12 december – Het baggerschip Frederiksholm zinkt door zeemijn op reis van København naar Samsø. 8 doden.[30]
- 1918
  - 2 juli – "Het nieuwe vrachtschip ss. 'Zeeburg' (1918) van de Nederlandsche Scheepvaart-Maatschappij 'Transatlanta' te Rotterdam onder kapitein M.K. Bennik, op weg van Göthenburg naar Amsterdam met erts en hout, wordt kort na vertrek uit Göthenburg vermist. Vermoedelijk moet het schip met man en muis zijn vergaan als gevolg van het lopen op een zeemijn. De twaalf bemanningsleden komen hierbij om het leven."[31]
  - 26 juli – Het vissersschip Karen vertrekt uit de haven van Esbjerg, niet teruggekeerd. 5 doden. (Kapitein: J. H. Samsing; Vissers: P. Nielsen; A. P. Christensen; F. B. Hansen; M. P. Andersen.)[30]
  - 25 september – Voor de oostkust van Jutland vergaat de Zweedse Gunhild. 17 doden.[32]
  - 14 december – De torpedoboot Sveardfisken loopt in de Storebælt op een Duitse mijn. Acht opvarenden komen door de explosie om het leven.[33]
- 1919
  - 2 februari – Het SS Carmen zinkt door zeemijn op het Skagerrak. 17 doden.[30]
  - 8 oktober – Het vissersvaartuig Kirstine Marie zinkt door zeemijn op de Noordzee. 5 doden.[30]
  - 17 oktober – Het Duitse schip Jupiter vergaat ten westen van Ebsjerg door het exploderen van een zeemijn. 5 doden.
  - 1 november – Treinramp bij Vigerslev, vlak bij Korsør. Er komen 40 mensen om het leven en 58 raken zwaargewond.[34]

### 1920-1929
- 1920
  - In het voorjaar van 1920 komen 10 mannen van het Faeröereiland Havna om het leven op zee. De motorboot Helena keert niet meer terug.
- 1922
  - 30 januari – Het stoomschip Klampenborg vergaat onderweg van Danzig naar Køge 12 doden.[35]
- 1923
  - 30 augustus – Bij de dijk van Rejsby, ten noorden van Skærbæk waren arbeiders bezig op een dijk. Plotseling stak er een zware storm op en het water begon erg snel te stijgen. In Rejsby had men echter geen boten. Men kon dus niets doen. Pas toen het water de volgende dag was gezakt, kon men bij de dijk komen. Men vond 19 mensen die om het leven waren gekomen; enkelen lagen in sloten, anderen waren in het prikkeldraad vast blijven zitten, in een poging het land te bereiken.
  - 28 juni – S/S Thor vergaat nabij Sønderborg met een lading van 155 Ton en 11 bemanningsleden.[36]
- 1925
  - 5 mei – Het zoutschip Andreas vergaat bij Marstal op weg naar Malmö. 5 bemanningsleden verdrinken.
- 1926
  - 24 februari – Het vissersschip Luna uit Frederikshavn blijft op zee. 5 opvarenden keren niet terug.[37]
- 1927
  - 3 oktober – Voor de kust bij Thyborøn vergaat het stoomschip Hermod. Bij deze ramp komen 21 mensen om.[38]
- 1929
  - 1 december – Schoener (3M) S/S Martin Nissen op de Noordzee op weg van Sundsvall naar Stornoway. 7 doden. Het schip spoelde later ondersteboven aan op de Shetlandeilanden. De bezetting bestond uit: Kapitein Chr. A. Jensen uit Thurø, Stuurman B. B. Petersen uit Troens, Matroos Børge Sørensen uit Næstved en Ejnar Madsen uit Dræby, H. Arneseb uit Dragør en E. Eriksen uit Kopenhagen en Kok P. Wilhjelm.[39]

### 1930-1939
- 1930
  - 7 juli – Op Bornholm vergaat een vliegtuig van Lufthansa. Het watervliegtuig, een Dornier Wal, landde tijdens een storm in de open oceaan als gevolg van een motorstoring. Na drie uur kapseisde het vliegtuig. Van de 8 inzittenden komen er 5 om.[40]
  - 5 augustus – Bij Skagen wordt een Zweeds schip aangevaren door een Amerikaans schip. 5 opvarenden van het Zweedse schip verdrinken.[bron?]
- 1931
  - 3 december – Op weg van Kopenhagen naar Aalborg met benzine vergaat het vrachtschip M/S Laura uit Fredericia. 7 doden.[41]
- 1933
  - 10 april – Een zware orkaan in het Westijs bij Groenland vernietigd zeven Noorse vissersschepen. 13 vissers komen hierbij om het leven.[bron?]
  - 28 juli – Het SS Cimbria vergaat nabij Aalborg in het Kattegat. 8 doden.[42]
- 1934
  - 9 februari – Een zware orkaan treft Denemarken. Duizenden huizen zijn verwoest of beschadigd. 5 mensen komen om ten gevolge van de storm.[43]
- 1936
  - 16 oktober – De Freja uit Thurø, vergaat met een lading zout op de Noordzee op weg naar Odense. Wrak werd aangetroffen naby Skagen. 5 doden.[44]
- 1939
  - 15 augustus – Vliegtuig stort in zee bij de Storstrøm-brug tussen Falster en Seeland. 5 doden.[bron?]
  - 30 september – Koopvaardijschip Vendia vaart uit van Fåborg maar wordt al snel getroffen door een torpedo in het Skagerrak. 11 doden, 6 overlevenden. Dit is het eerste schip dat door de Duitse U-boten tot zinken werd gebracht.[45]
  - 7 december – S/S Scotia zinkt op de Noordzee na een explosie. Hierbij komen 19 opvarenden om het leven.
  - 9 december – Het stoomschip Magnus af Middelfart wordt getorpedeerd. 20 doden.
  - 14 december – SS Jægersborg wordt vermist van vertrek uit Kopenhagen. 18 personen keren nooit terug in hun moederland.
  - 17 december – Het stoomschip Bogø zinkt op de Noordzee bij het eiland Vendsyssel-Thy. 14 van de 17 opvarenden komen om.

### 1940-1949
- 1940
  - 17 maart – Het MS Argentina verdwijnt spoorloos na te zijn vertrokken uit Denemarken. De gehele 35-koppige bemanning komt om het leven.
  - 23 april – Het kleine stoomschip Progress loopt om een mijn op een reis van Kopenhagen naar Stråby. Het schip zinkt in 7 minuten. 5 doden.
  - 14 oktober – Het stoomschip Botnia komt in aanvaring met een Zweeds schip in het Trelleborg. 21 doden.
- 1941
  - 10 mei – Ondergang van het SS Empire Caribou tussen IJsland en Groenland. 34 doden.[46]
  - 10 september – Ondergang van het Britse SS Empire Springbuck en het Nederlandse SS Winterswijk nabij de Groenlandse westkust. Respectievelijk 42[47] en 20 doden[48]. Een dag later vergaat het Zweedse SS Garm. 6 doden.[49]
  - 7 december – In de Fugloyarfjørður bij de Faeröereilanden zinkt in het een zware storm het stoomschip Sauterness; alle 25 opvarenden komen om het leven. Op de eilanden staat het schip bekend als Jólaskipið, het Kerstschip.
- 1942
  - 7 januari – Het MS Ajax uit Hammerhavn zinkt in het Kattegat. 6 doden.
- 1944
  - 4 juli – Ramp in de haven van Aarhus. 33 Deense arbeiders komen om het leven, na een explosie op een Duits schip.
  - 26 juli – Amerikaanse Douglas C-54A stort in zee ten zuidwesten van Groenland. 26 inzittenden komen om het leven.
- 1945
  - 7 januari - De Oraplana uit Frederikshavn kapseist in het Kattegat. 6 opvarenden komen om.
  - 26 januari - De holger vergaat in het Kattegat. 7 doden.[bron?]
  - 28 februari - Op weg van Aalborg naar Kopenhagen, geladen met cement vergaat de Gerda uit Lemvig. 8 doden.[50]
  - 1 maart - Op weg van Nykøbing Falster naar Aalborg vergaat de Erna uit Marstal. 8 doden.[51]
  - 14 juni - Na een explosie vergaat het schip Jutlandia uit Anholt in het Kattegat. 6 doden.
  - 1 oktober - Het stoomschip Egholm vergaat voor Kopenhagen. 5 doden.
- 1946
  - 3 september - Bij Holtug stort een toestel van Air France neer. 22 slachtoffers.[52]
- 1947
  - 26 januari - Vliegtuigcrash te Kopenhagen, 22 doden, onder wie 7 Nederlanders, de Zweedse erfprins Gustaaf Adolf en de Amerikaanse operazangeres Grace Moore.
- 1948
  - 11 juni – Scheepsramp met de Kjøbenhavn in het Kattegat. 48 doden.
- 1949
  - 8 februari – Een Vickers 628 Viking van SAS stort in zee bij Kopenhagen. 27 doden.
  - 23 februari – Het stoomschip Themis uit Hammerhavn vergaat in het Kattegat. 7 bemanningsleden komen om.
  - 1 september – Op de oostkust van Jutland vergaat het schip Vulkanus met 6 opvarenden.

### 1950-1959
- 1950
  - 1 december – Op weg van Gdańsk naar Aarhus vergaat het motorschip Suhr. Hierbij komen 21 mensen om het leven.
- 1951
  - 31 augustus – Scheepsramp met het Noorse schip Bess op de Noordzee, westelijk van Denemarken. 30 opvarenden verdrinken.
  - 23 november – Explosie van munitie op een depot in Holmen, Kopenhagen. 15 mensen komen om het leven.
  - 10 december – Op weg naar de in nood verkerende Nederlandse hopperzuiger Kinhem komen 5 Deense redders om het leven. Het ongeluk gebeurde in de buurt van Hvide Sande.
- 1952
  - 5 april – Het grote Vestisen-ulykkene (Westijsongeluk) bij Groenland. Van de 53 Noorse vissersschepen in dit gebied vergaan er 5 bij een zware orkaan. Maar liefst 78 zeemannen komen hierbij om het leven.
  - 22 juli – Het schip Portland vergaat in het Kattegat bij het eiland Anholt op weg naar Aalborg. 17 opvarenden komen bij deze ramp om het leven.
  - 4 oktober – Nabij Kaap Vaarwel in Groenland vergaat de trawler Norman (H289) uit Hull. 20 opvarenden verdrinken.[53]
- 1953
  - 4 januari – De veerboot Friedland uit Sassnitz strandt op de oostkust van Bornholm. 5 doden.
  - 7 april – Een vissersschip vergaat in de Vestmannasund tussen de eilanden Vágar en Streymoy, beide onderdeel van de Faeröereilanden. 5 opvarenden komen hierbij om het leven.
- 1954
  - 12 september – Op 1 kilometer afstand van de Thule Air Base in het noordwesten van Groenland stort een Amerikaanse Douglas C-124C Globemaster II. Van de 15 inzittenden komen er 10 om het leven.
- 1956
  - 30 juli – Het pleziervaartuig Lya op weg naar Ordrup Næs verdwijnt met 5 opvarenden in de golven.
  - 14 augustus – De Nederlandse coaster Hondsrug zinkt in het Kattegat. 5 doden.
  - 18 september - De MS Burgundia uit 1953, vergaat in de Oostzee nabij Bornholm. De vier bemanningsleden en één passagier komen om.[54]
- 1957
  - 25 januari - De koeter Ternen (OUGS) vergaat nabij Ravns Storø (Groenland). Door ijsvorming gekapseisd, de volledige bemanning komt hierbij om. 8 doden.[55]
  - 15 augustus – Een Ilyushin IL-14P van Aeroflot stort met 23 inzittende neer bij Kopenhagen. Niemand overleeft.
- 1959
  - 30 januari – Op haar eerste reis komt het Deense passagiersschip Hans Hedtoft ten zuidwesten van Groenland in aanvaring met een ijsberg. Bij deze zeeramp komen 94 opvarenden om in het ijskoude water.
  - 8 juli – Op het meer van Haderslev in Zuid-Denemarken zinkt een volle passagiersboot. Deze ramp kost 55 mensen het leven.

### 1960-1969
- 1960
  - 16 juli – Vliegramp bij Kastrup. 8 doden. Een De Havilland DH.89 stort neer.
- 1961
  - 15 oktober – Een Deens vrachtschip vergaat op de Oostzee, ten oosten van het eiland Møn. Van de 16 opvarenden worden er 4 gered uit een rubberboot in open zee.
- 1962
  - 28 februari – Een vissersschip uit Hirtshals zinkt op de Noordzee. 5 opvarenden komen om.
  - 20 maart – Een vissersschip uit Esbjerg, de Karla Schroder kapseist op het Skagerak. 5 doden.
  - 12 mei – Nabij de Groenlandse hoofdstad Gothaab (het huidige Nuuk) stort een Canadees transportvliegtuig in zee. 15 van de 21 inzittenden komen om het leven.[56]
- 1964
  - 23 september – Zeer grote explosie in het Valby Gasværk bij Valby. Een gastank met 40.000 m³ gas ontploft, er komen 3 mensen om, een bebouwd gebied van 800x500 meter rondom de centrale wordt totaal verwoest.
  - 23 december – Brand in de machinekamer van de Arild Mearsk aan de Handelskade in Kopenhagen. 5 doden.
- 1967
  - 10 augustus – Treinramp bij Odense, 11 doden en 40 ernstig gewonden.[57]
  - 17 oktober – Libanees schip zinkt bij Esbjerg. Van de 22 opvarenden komen er 21 om, allen afkomstig uit Griekenland.
- 1968
  - 21 januari - Vliegtuigongeluk bij Thule (1968) (Thule-incident) - Amerikaanse bommenwerper stort met kernwapens neer in Noordwest-Groenland.

### 1970-1979
- 1970
  - 26 september – Bij Vágar (het op twee na grootste eiland van de Faeröer) stort een Fokker F27 Friendship van Icelandair neer. 8 van de 34 inzittenden komen om.[58]
- 1971
  - 28 augustus – Een Hongaars Iljoesjin passagiersvliegtuig stort in het Sont bij Kopenhagen. 3 van de 34 inzittenden kunnen worden gered.[59]
- 1972
  - 17 januari – Maersk Fighter, vrachtschip, kapseist na het verlaten van de haven van Esbjerg. 9 doden
- 1973
  - 1 september – Grote brand in hotel Hafnia aan het Rådhuspladsen in Kopenhagen. 35 mensen komen in de vlammen om.[60]
  - 25 oktober – Ten zuiden van Nuuk, de hoofdstad van Groenland stort een helikopter met 15 inzittenden neer.
- 1976
  - 28 augustus – Op een binnenlandse vlucht in Groenland, van de Thule Air Base in het noorden naar de luchthaven Kangerlussuaq (Søndre Strømfjord) stort een Lockheed C-141A met 27 inzittenden neer. 23 doden.[61]
- 1979
  - 15 februari – Tijdens een zware storm vergaan vier kotters op de Noordzee, waarbij 15 vissers om het leven komen.

### 1980-1989
- 1981
  - 1 december – 6 redders van de RF 2 en 3 vissers komen om bij de redding van de kotter Anne Dorthe uit Hirtshals.[62]
- 1983
  - 15 juni – Het vissersschip Hans Peter uit Egedesminde zinkt westelijk van Groenland. 5 opvarenden komen hierbij om het leven.[63]
- 1985
  - 7 januari – Een vissersschip uit Hirtshals vergaat om onopgehelderde redenen na afgeven van noodsignalen. 5 doden.[bron?]
  - 9 februari – 24 van de 25 opvarenden van een Pools vrachtschip komen om wanneer hun schip in de buurt van Blåvand in de problemen komt en vergaat.
- 1986
  - 28 juni – 8 mensen, onder wie 2 kinderen verdrinken na een botsing tussen een Noors veerboot en een Zweeds vrachtschip voor de kust van Noord-Denemarken. Het vrachtschip zonk na de aanvaring in 40 seconden.
- 1988
  - 25 april – Een intercity ontspoort in het centrum van Sorø. 8 doden.
- 1989
  - 8 september – 15 kilometer uit de kust, bij Hirtshals stort een Partnair Convair 580 neer. Alle 55 inzittenden komen om het leven.

### 1990-1999
- 1994
  - 27 oktober – 6 metaalarbeiders komen om na een explosie op de Lindø-værftet in Odense.[64]
- 1995
  - 3 november – De Duitse coaster Maria zinkt in het Kattegat. 8 opvarenden verdrinken.[65]
- 1996
  - 3 augustus – Een F-330 Gulfstream Aerospace G-1159 van Kongelige Danske Flyvevåben stort neer vlak voor de landing op Faroe Islands-Vagar Airport. 9 doden.[66] knap 3 maanden later stort eenzelfde vliegtuig bij het opstijgen neer op het vliegveld van vertrek, waarbij er 4 doden vallen.[67]

## 21e eeuw

### 2000-2009
- 2000
  - 30 juni – Drama op het Roskilde Festival. Tijdens het optreden van Pearl Jam zorgt een combinatie van slecht weer samen met het uitvallen van de speakers achter op het terrein voor te grote druk vooraan, waar 8 concertgangers in het gedrang omkomen. Een negende overlijdt later in het ziekenhuis.[68] De negen slachtoffers zijn een Australische, drie Deense, een Duitse, een Nederlandse en 3 Zweedse concertgangers.
- 2003
  - 21 juni – Nabij Viborg botst een vrachtwagen op een minibus. 9 doden. Het is een van de ergste verkeersongevallen ooit in Denemarken.[69]
  - 11 november – 17 van de meer dan 100 opvarenden van de schoener Martha komen om wanneer dit schip zinkt. [bron?]
- 2007
  - 29 oktober – Een scheepsongeluk met een Turks schip nabij Gedser kost 8 levens.[70]

### 2010-2019
- 2019
  - 2 januari - Op de Grote Beltbrug verloren acht reizigers het leven doordat een deel van de lading van een passerende goederentrein viel en de passagierstrein, waar zij in zaten, raakte.[71]